# H.-Standards
H.-Standards sind empfohlene Normen für audiovisuelle und Multimedia-Anwendungen, die von der Internationalen Fernmeldeunion (ITU) herausgegeben werden.

## Übersicht
| Gruppe      | Thema                                           |
| ----------- | ----------------------------------------------- |
| H.100–H.199 | Eigenschaften visueller Telefonsysteme          |
| H.200–H.369 | Infrastruktur audiovisueller Dienste            |
| H.500-H.569 | Mobilität und Zusammenarbeitsverfahren          |
| H.610-H.619 | Breitband- und „Triple-Play“-Multimedia-Dienste |

## Anwendung
Diese Standards werden angewendet für Videokonferenzen als kommerziell wichtiges Beispiel für Multimedia-Kommunikation.
H.320 ist eine Dachnorm für Multimedia-Kommunikation über ISDN. H.323 ist eine Dachnorm für Multimedia-Kommunikation über Paket-basierte Netzwerke (IP). H.324 ist eine Dachnorm für Multimedia-Kommunikation über Telefonverbindungen. H.324 wurde von 3GPP aufgegriffen um 3g-h.324m zu erstellen, welches für Videokonferenzen in 3G-Netzwerken angewendet wird.
Diese Dachnormen verweisen auf weitere Normen innerhalb der H-Serie (zum Beispiel H.264 zur Videokompression) oder außerhalb der H-Serie (zum Beispiel G.711 zur Audiocodierung).